# 卡洛斯帕斯鎮

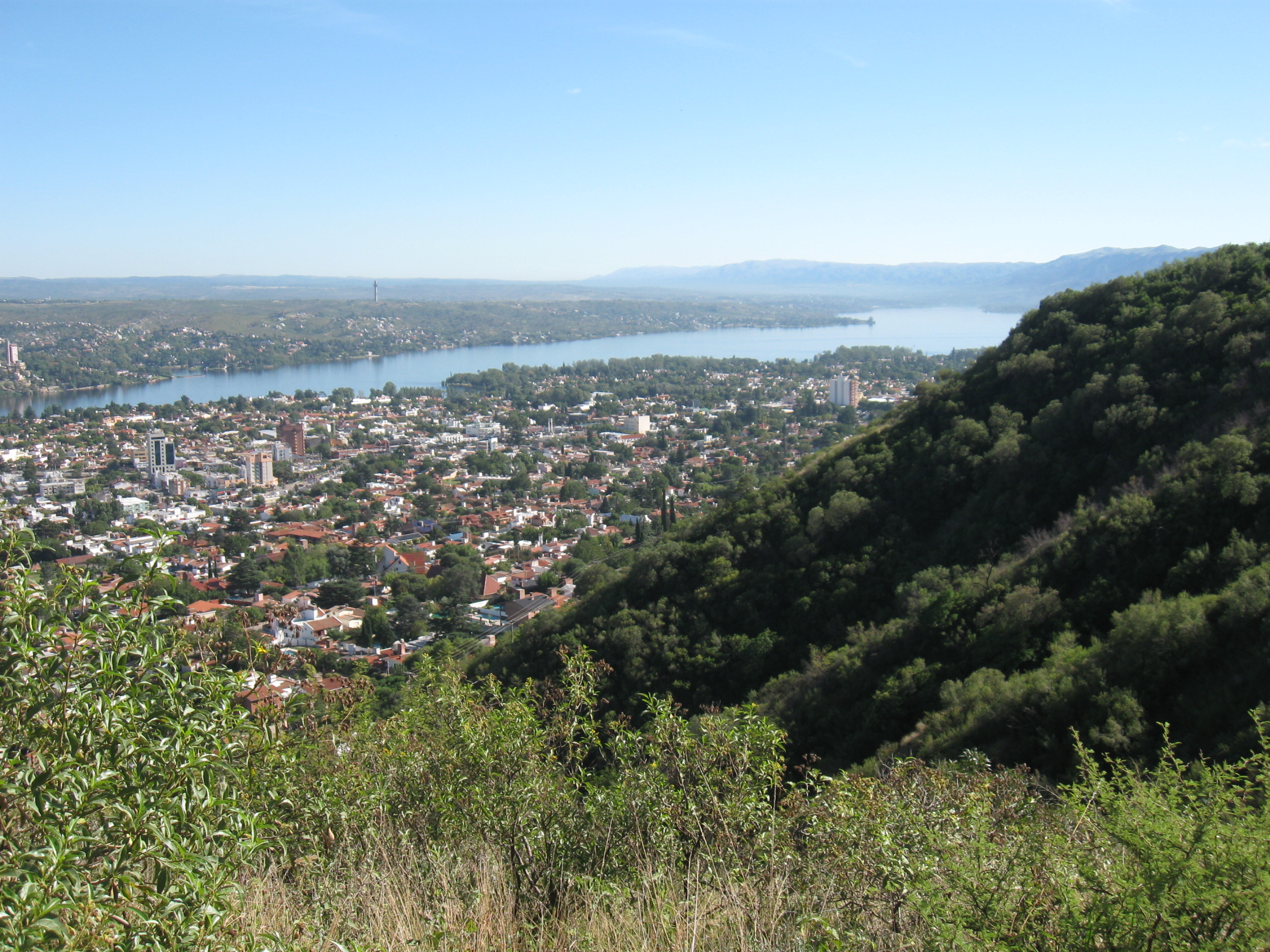
卡洛斯帕斯鎮

卡洛斯帕斯鎮（Villa Carlos Paz）是阿根廷的城鎮，位於該國中北部，距離首府科爾多瓦36公里，由科爾多瓦省負責管轄，始建於1913年7月16日，面積26.63平方公里，海拔高度643米，2010年人口75,315。

## 外部連結
- Complete Tourist Guide website（页面存档备份，存于）
- Official website（页面存档备份，存于）
- News（页面存档备份，存于）
- Tourism Carlos Paz from abroad（页面存档备份，存于）